# Qi Xuefei
Qi Xuefei (Nankín, China, 28 de febrero de 1992) es una jugadora francesa de bádminton, nacida en China, que se nacionalizó francesa el 20 de julio de 2019.
En 2014 llegó a Rostrenen en Bretaña para jugar varios partidos de campeonatos de clubes. Finalmente se instaló en la ciudad para vivir en ella y se inscribió en el Bad´Club Rostren que es el club de bádminton de la ciudad. Entonces estuvo alternando sus estudios en el ISEP de París con la Bretaña.
Se convirtió en campeona de Francia en la categoría de individual femenino en 2020 en Mulhouse.
Fue llamada por primera vez para la selección francesa de bádminton para los Campeonatos de Europa de Bádminton por equipos 2020, donde obtuvo la medalla de bronce.